# Szekeres Tamás (labdarúgó)
Szekeres Tamás (Budapest, 1972. szeptember 18. –) magyar válogatott labdarúgó. Hétszeres Magyar kupagyőztes! Rekord a magyar labdarúgás történetében.

## Pályafutása

### Klubcsapatban
A Ferencvárosi TC csapatában kezdte profi labdarúgó pályafutását. A szurkolókban nagy dühöt váltott ki, hogy a nagy rivális MTK-hoz szerződött, majd onnan az Újpest FC-t választotta. Ezután külföldre szerződött, először Belgiumba, a KAA Gent együtteséhez, ahol harmadik lett a csapattal a bajnokságban. Egy év után Németországba költözött és az Energie Cottbus játékosa lett. Majd ismét továbblépett, most Norvégia csábította el. A Strømsgodset IF csapatához szerződött. Ezek után visszatért Magyarországra. Előbb a Debreceni VSC-t, majd a Matáv FC Sopront választotta, majd újra Norvégiában folytatta profi karrierjét. A soproni kupaarany megszerzése után a Tromsø I.L-hez igazolt. 2006-ban pedig a Fredrikstadt-tal nyerte meg élete 8. kupáját. 2007-ben befejezte aktív pályafutását, hazatért és elfogadta az MLSZ technikai igazgatói posztját.

### A válogatottban
Nyolc alkalommal szerepelt az U21-es válogatottban. 1994 és 2003 között hat alkalommal lépett pályára a magyar válogatottban.

## Sikerei, díjai
- Magyar bajnokság
  - bajnok: 1991–92, 1994–95, 1996–97, 1998–99
- Magyar kupa
  - győztes: 1991, 1993, 1994, 1995, 1997, 1998, 2005
- Magyar szuperkupa
  - győztes: 1993, 1994, 1995
- Norvég kupa
  - győztes: 2006

## Statisztika

### Mérkőzései a válogatottban
| Magyarország | Magyarország        | Magyarország                     | Magyarország | Magyarország | Magyarország        | Magyarország | Magyarország | Magyarország |
| #            | Dátum               | Helyszín                         | Hazai        | Eredmény     | Vendég              | Kiírás       | Gólok        | Esemény      |
| ------------ | ------------------- | -------------------------------- | ------------ | ------------ | ------------------- | ------------ | ------------ | ------------ |
| 1.           | 1994. április 6.    | Szombathely, Rohonci úti stadion | Magyarország | 0 – 1        | Szlovénia           | barátságos   | -            |              |
| 2.           | 1996. április 10.   | Eszék                            | Horvátország | 4 – 1        | Magyarország        | barátságos   | -            | 80'          |
| 3.           | 1998. augusztus 19. | Zalaegerszeg, ZTE Stadion        | Magyarország | 2 – 1        | Szlovénia           | barátságos   | -            | 86'          |
| 4.           | 1999. március 10.   | Budapest, Üllői úti Stadion      | Magyarország | 1 – 1        | Bosznia-Hercegovina | barátságos   | -            |              |
| 5.           | 1999. augusztus 18. | Budapest, Üllői úti Stadion      | Magyarország | 1 – 1        | Moldova             | barátságos   | -            | 83'          |
| 6.           | 2003. június 11.    | Serravalle                       | San Marino   | 0 – 5        | Magyarország        | Eb-selejtező | -            |              |
|              | Összesen            |                                  |              | 6            | mérkőzés            |              | 0            | gól          |